# GO VACATION
『GO VACATION』（ゴーバケーション）はバンダイナムコゲームス・ナムコレーベルより2011年（平成23年）10月20日に発売されたWii用ゲームソフトである。
プレーヤーが架空の島「カワウィー島」を舞台に、50種類以上のレジャー&スポーツゲームを体験するゲーム。島内は3Dフィールドで構成されており、自由に移動することが可能となっている。単にスポーツを楽しむだけではなく、島内を探検し隠されたエリアや宝箱を探すといったアドベンチャーゲーム的な側面も含まれている。また、プレーヤーには別荘が用意され、ゲーム中で家具を入手しカスタマイズが行えるといった楽しみ方も持つ。
発売から7年後の2018年12月27日には新要素をプラスしたNintendo Switch版が発売された。

## 開発経緯
2008年にWiiで発売された『ファミリースキー』シリーズのスタッフ（「リッジレーサーシリーズ」の開発チーム）が手がけているため、効果音などに共通点がある。
前身にあたる『ファミリースキー』では統括プロデューサーの坂上陽三は会社側から「レースゲーム」の制作を提案されたが、「Wiiの直感的操作を活かす」という観点と、Wiiのメインユーザーである「ファミリー層に合致したものを」と云った理由で、「スキーゲーム」という家族全員が楽しめるものを目標と定めた。この『ファミリースキー』のゲレンデ体験が好評だったため、今度は「全てのシーズンのレジャースポーツが楽しめる究極のリゾートゲーム」を目指して本作の開発がスタートした。
最終的に開発期間は2年半に及び、総勢100人以上（外部開発を含めると200人以上）のスタッフが開発に携わり本作は完成を見た。

## モード

### マウンテンリゾート
- 乗馬
- パラグライダー- バランスWiiボード対応
- ラフティング
- テニス - Wiiモーションプラス対応
- カヤック
- クレー射撃 - Wiiザッパー対応
- ターゲット射撃 - Wiiザッパー対応
- オフロードカー - Wiiハンドル対応

### スノーリゾート
- スキー - バランスWiiボード対応
- 犬ぞり - バランスWiiボード対応
- スノーチューブ - バランスWiiボード対応
- 雪だるま作り
- 雪合戦
- スキージャンプ - バランスWiiボード対応
- スノーモービル

### マリンリゾート
- スキューバダイビング
- ウォーターガン - Wiiザッパー対応
- サーフィン- バランスWiiボード対応
- マリンバイク - バランスWiiボード対応
- ビーチバレー
- バギー
- 遊覧飛行
- クルーザー

### シティリゾート
- インラインスケート - バランスWiiボード対応
- ミニゴルフ
- カーレース - Wiiハンドル対応
- ハングライダー
- パワーバッティング
- もぐらたたき